# Why You Wanna
«Why You Wanna» es el tercer sencillo del rapero Americano T.I., de su cuarto álbum de estudio King. Fue lanzado en el 2006. El video musical, rodado en Hawái, muestra a T.I. yendo a la playa con una joven mujer.
- Datos: Q4019660